# 翼真汽车
翼真汽车，或称伦敦电动汽车公司（英語：London EV Company，简称为LEVC），前称为伦敦出租车公司（英語：The London Taxi Corporation），是英国的一家汽车制造商，总部位于英国沃里克郡安斯蒂园区，现为中国吉利控股集团全资拥有。该公司以生产哈克尼車而知名。

## 历史
1919年，罗伯特·琼斯在考文垂创立卡宝迪斯公司（Carbodies），最初生产汽车车身。1948年，卡宝迪斯与另两家公司联合生产奥斯汀FX3型出租车。1958年推出奥斯汀FX4型出租车。1973年，卡宝迪斯公司出售予锰铜控股。
2006年，吉利控股集团与伦敦出租车公司及其母公司锰铜控股合作，在中国成立了一家出租车制造合资企业。2008年，吉利考虑将哈克尼車电动化。2009年，吉利入股锰铜控股。
2012年，锰铜控股因缺乏资金而进入破产程序。2013年，由吉利重组的伦敦出租车有限公司成立。

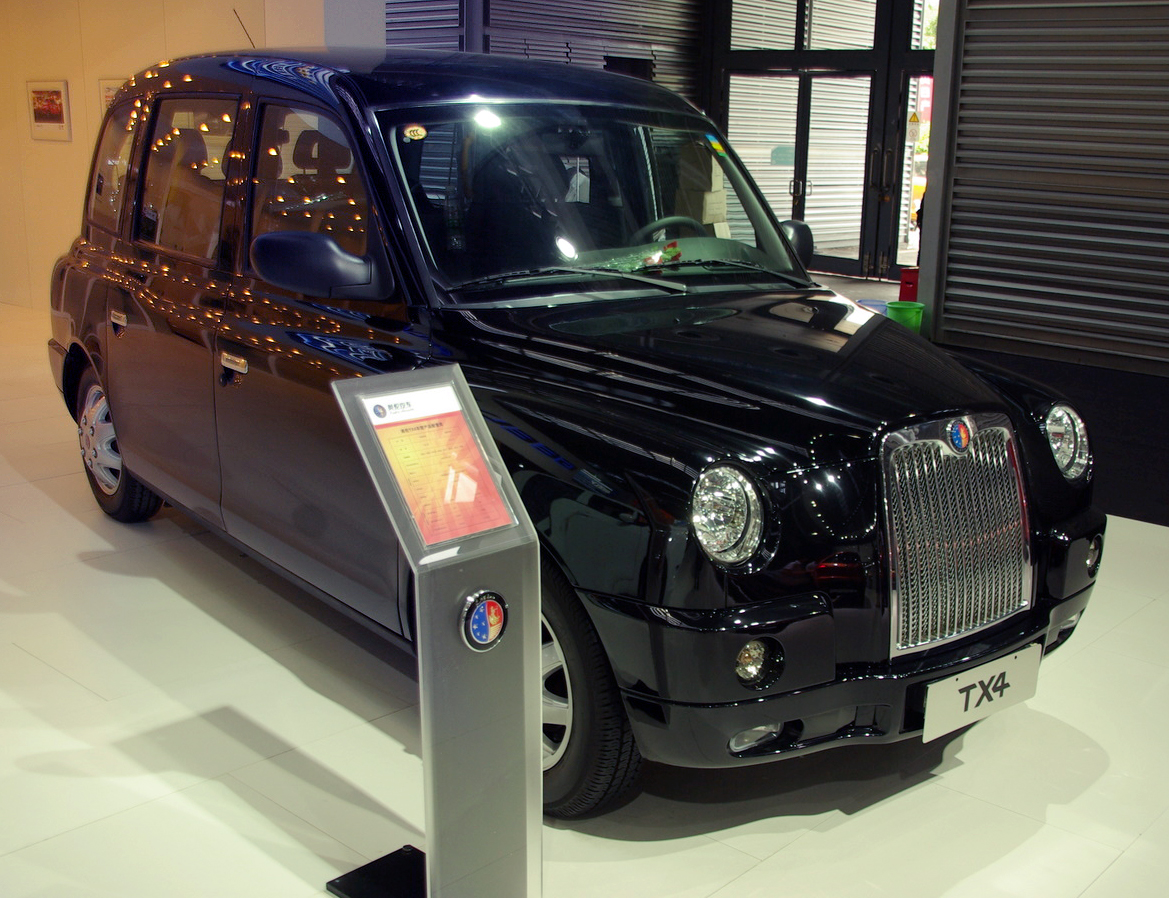
英伦帝华生产的TX4

伦敦出租车公司在上海市金山区枫泾镇设有上海英伦帝华汽车部件有限公司，获授权生产TX4出租车，并出口散裝料至英国组装。
2014年起，吉利向伦敦电动汽车投资4.8亿英镑，用于开发新型出租车。大部分工程设计工作由吉利位于瑞典哥德堡的子公司中欧汽车技术公司完成。2015年3月，LEVC宣布将在考文垂东北部的安斯蒂园区建造一座新工厂和办公室，耗资9000万英镑，创造1000个就业岗位。
2016年，伦敦电动汽车在中国浙江省义乌市建立生产基地，当时的公司名称为“浙江英伦汽车有限公司”。2018年12月25日，工厂正式启用，首款中国产TX于2020年6月30日交付。2022年8月，浙江英伦汽车有限公司更名为浙江翼真汽车有限公司，自此LEVC的官方中文名称确定为“翼真汽车”。
2017年，该公司推出了翼真TX增程式电动出租车，并宣布除了出租车之外，还将开始生产电动商用车。
2025年，为实现吉利集团“一个吉利”的新发展目标，翼真汽车并入吉利银河体系，旗下翼真L380开始在银河双网授权销售，原有的翼真展厅继续保留。合并后的翼真定位为银河高端MPV系列，在境外市场则定位为银河出口的本土化品牌。翼真的海外团队将融入吉利的国际化团队。

## 车型

### TX

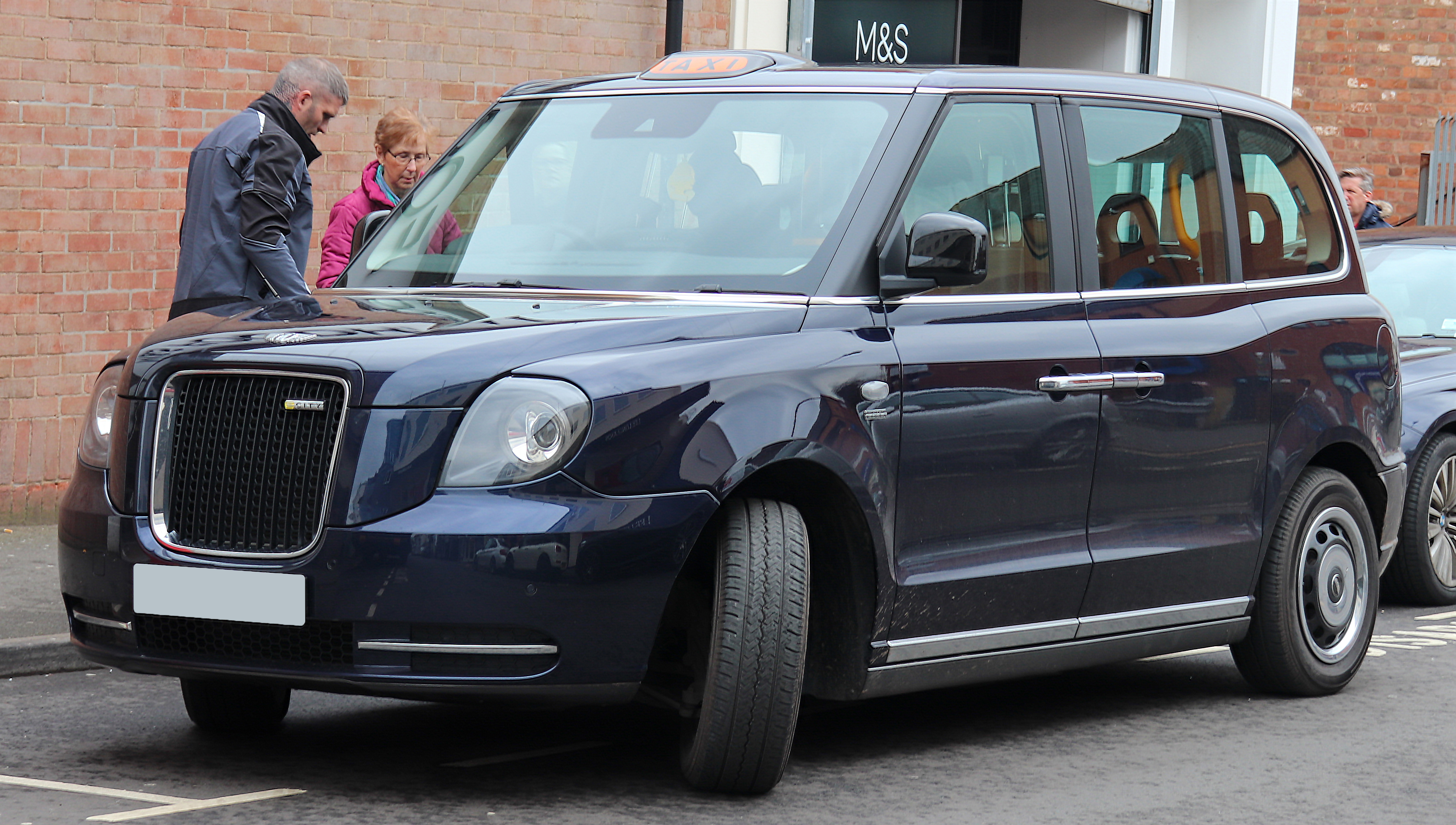
翼真TX

翼真TX是一款增程式电动出租车。该款车型于2018年推出，截至2022年已在全球20个国家运营，总销量达7,000辆。

### VN5

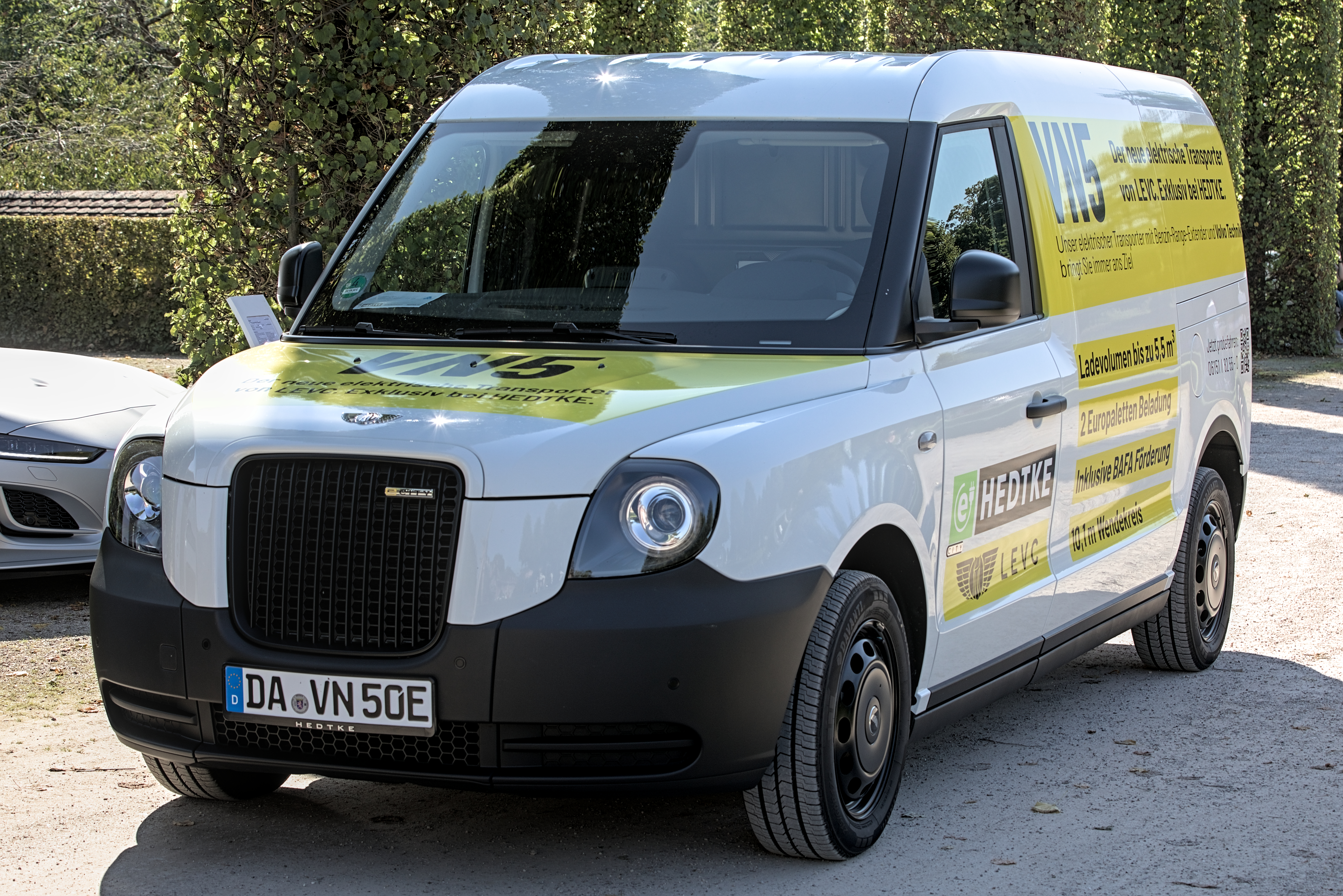
翼真VN5

翼真的纯电动微型货车于2019年6月17日发布，2020年3月正式定名为翼真VN5。该车于2020年在英国上市，并于次年在欧洲其他地区上市。

### L380

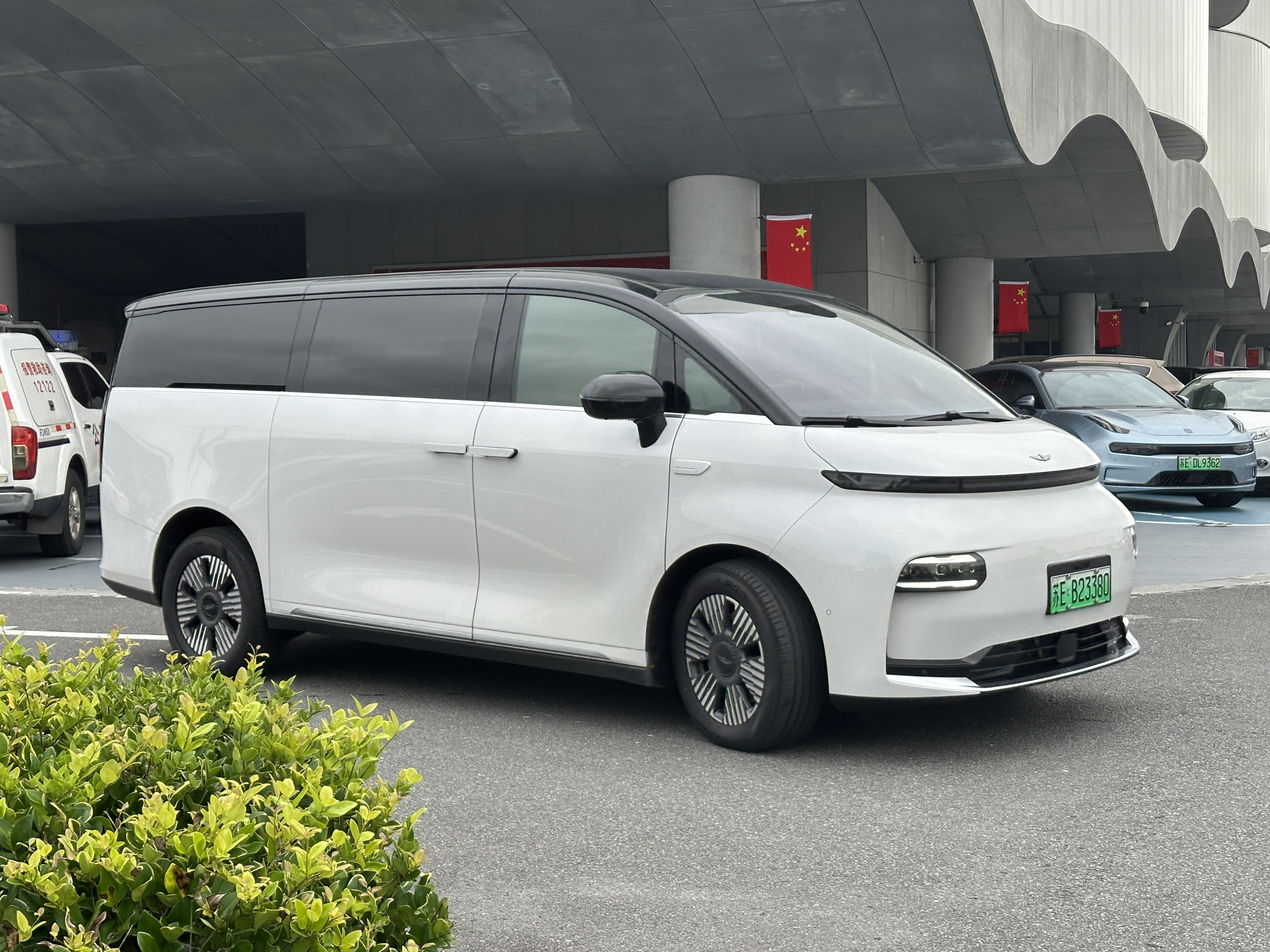
翼真L380

翼真L380于2023年12月公开外观照片，2024年6月25日正式发布。翼真L380长5.3米（17英尺），内部最多可容纳4排8个座位，其名称和风格均来源于空中客车A380的灵感。